# Конрадова сунчаница
Конрадова сунчаница (Macrolepiota konradii) јестива је гљива. Распростањена је прилично често свуда, а на сјеверном Јадрану посебно.

## Клобук
Клобук је величине од 5 до 9 самтиметара, још у младости конично је избочен, а касније је све растворенији и постаје готово раван, или чак мало удубљен. Кожица боје љешника је преко те избочине и још шире према рубу јединствено цијела, док се према периферији распада на опнасте (не влакнасто крљуштаве) првобитно крупније, што даље - то ситније и тамније, (смеђе) црне љуске, које се у облику сасвим ситних тачкица настављају све до крајњег руба клобука, а испод њих провирује сува, пахуљаста, загасита, бијела основа.

## Листићи
Листићи су слободни, трбушасти, али с много lameletta, неравне неравне и веома танке оштрице, млијечно - до сиво бијели.

## Отрусина
Отрусина је бијела.

## Стручак
Стручак је величине 8-16/0,5-1,2 cm при врху, надоље незнатно шири, све до дна, с булбом која може бити дебела и до 2 сантиметра, али већином не јаче изражена, више као у младог лука. И он је на бијелој основи испод прстена пресвучен доста тамноцрвенкастосмеђом опном, која се распуцава или на крупнија поља, или на појасе или на љуске, што ближе прстену, то ситније. Прстен је једнострук, без реса, доњом половицом приљубљен уз стручак, горњом у млађих љевкасто нагоре окренут, у старијих је ипак на доље превијен, одозго бијел, ало одоздо смеђ, неизоставно бар по рубу, али готово увијек и цијела доња половина. Пун је, с мекшим језгром.

## Месо
Месо је танко, знатно тање од ширине листића, њежно и меко, мутнобијело. Укусом подсјећа на орахе, без мириса.

## Микроскопија
Споре су величине 11-15/7,5-9,5 mi, с крупним кличним отвором, hyaline, голе, у kresylovu плавилу зидови су обојени у двије пруге, плаву и црвену.

## Станиште и распрострањеност
Прилично је честа гљива свуда, а на сјеверном Јадрану је веома честа. расте појединачно у трави близу медунаца, бјелограбића и борова.

## Деоба
Период диобе је у мају, јуну, октобру, новембру (децембру) мјесецу.

## Јестивост
укусна јестива гљива, равноправна обичној сунчаници, премда није толико издашна.

## Сличне врсте
У народу је популарна и доста сакупљана, ова биљка се често мијења с добро познатом обичном сунчаницом. Macrolepiota procera (Scop, ex Fr.) Sing.. Конрадова сунчаница је много сличнија њежној сунчаници, Macrolepiota gracilenta Fr., али и ова се замјењује са правом сунчаницом. Све су јестиве. У предјелима сјеверног Јадрана јавља се и, Macrolepiota badhami , односно Leucocoprinus badhami Bk. et Br., Бадамова сунчаница, не много отровна. Највећу сличност, упркос свему, има један варијетет gracilentae (по Dufouru var, excoriatae) rubescens. То је најчешћа сунчаница топлог поднебља.

## Таксономија
Молекуларна аналиyа ДНК секвенци из Аустралијске колекције је показала да су Macrolepiota konradii, , , и M.&nbsp;procera иста врста као и Macrolepiota clelandii.